# Darno Maffini
Darno Maffini (Cremona, 22 marzo 1908 – Parigi, 26 novembre 2002) è stato un artigiano, esponente della Resistenza italiano.

## Biografia
Da Cremona, città di nascita di Darno, la famiglia Maffini si trasferì nella città di origine Verona  quando il padre di Darno fu chiamato a dirigerne il panificio comunale.
A Verona Maffini frequentò inizialmente l'istituto tecnico e l'accademia di belle arti, poi, dopo un periodo di apprendistato presso una sartoria di lusso, divenne sarto specializzato nel 1922.
Cresciuto in ambiente socialista (il padre Luigi era socialista e garibaldino), cominciò a frequentare la Camera del Lavoro di corte Maddalene a Verona, dove ebbe modo di conoscere l'anarchico Errico Malatesta dalle cui idee fu particolarmente attratto.
In una notte dell'ottobre 1922 una squadra di fascisti assaltò e appiccò fuoco alla Camera del Lavoro che il quattordicenne Maffini era stato incaricato di vigilare. Riconosciuto e minacciato di morte da un assalitore Maffini accettò il consiglio del padre di espatriare. Il 28 ottobre 1922, lo stesso giorno della marcia su Roma, raggiunse la nonna e lo zio Venceslao che abitavano a Parigi.
Apprese dallo zio l'arte di confezionare calzature, lavorò per qualche anno in una calzoleria di lusso e poi si mise in proprio. Dal 1926 al 1936 fu segretario di una sezione italiana del sindacato Confédération générale du travail unitarie ruolo che gli consentì di assistere gli esuli italiani che in quel periodo arrivarono in Francia a migliaia per sfuggire alle leggi eccezionali del fascismo.
Già nel settembre 1926 Maffini subì un fermo da parte della polizia francese durante uno sciopero e fu rilasciato grazie all'intervento del deputato Marcel Cachin, uno dei fondatori del Partito Comunista Francese, che pagò la cauzione.
Maffini fu successivamente incaricato proprio dal partito comunista francese della assistenza e della raccolta di fondi per i volontari, soprattutto italiani, che parteciparono dal 1936 al 1939 alla Guerra civile spagnola nelle file del Fronte Popolare.
Nel 1940, dopo l'invasione tedesca della Francia, Maffini aderì al gruppo di garibaldini antifascisti.  Le attività consistevano in raccolta di armi, azioni di sabotaggio, diffusione di volantini di propaganda antinazista e aiuto agli ebrei parigini allo scopo di evitare la deportazione. Maffini mise a disposizione il suo appartamento parigino per le riunioni dei garibaldini e della MOI (Mano d'Opera Immigrata), sigla dei lavoratori stranieri militanti nel partito comunista francese.
Nel 1942 Maffini aderì con le sue formazioni garibaldine della XI e XII arrondissement municipali di Parigi alla Resistenza francese specializzandosi soprattutto nella guerriglia urbana.
Attraverso intermediari della MOI, Maffini conobbe Bruno Tosin, inviato dal Partito Comunista Italiano, che gli fornì le istruzioni per stabilire contatti con il mondo dell'antifascismo in Italia, contando anche sul fatto che Maffini non era nelle liste dei ricercati.
Nel marzo 1943 Maffini fece ritorno a Verona ospite dell'amico scultore Berto Zampieri, fondatore dei Gruppi di Azione Patriottica della città. Nello studio di Zampieri si riuniva un gruppo di antifascisti che comprendeva tra gli altri lo scultore Nino Gottardi, i professori Berto Perotti e Vittore Bocchetta, Robert Loewenthal e sua figlia Brigitte.
Maffini riuscì per qualche tempo a stampare e distribuire giornali clandestini di propaganda antifascista con l'aiuto di Robert Loewenthal e di alcuni operai della Mondadori di Verona.
Dopo la caduta del fascismo e l'arresto di Mussolini del 25 luglio 1943, al gruppo di antifascisti veronesi si unirono anche i reduci dal confino e dal carcere. Con Zampieri e Luciano Marchi, rientrato dal confino nell'isola di Ventotene, Maffini stabilì i contatti con gli esponenti degli altri partiti antifascisti, come l'avvocato Giuseppe Tommasi, con l'intenzione di costituire il CLN provinciale di Verona.
L'8 settembre 1943, all'annuncio dell'armistizio di Cassibile Maffini e Zampieri rientrarono a Verona da una missione a Vicenza e organizzarono con alcuni ufficiali italiani un tentativo di resistenza alla invasione della città da parte dei tedeschi. Il 9 settembre con un piccolo gruppo di soldati e di volontari civili riuscirono a resistere al nemico per circa otto ore in piazza delle Poste (oggi piazza Francesco Viviani). Maffini fu ferito leggermente ad una gamba per lo scoppio di una granata. Fatto prigioniero dai tedeschi riuscì a fuggire qualche giorno dopo da una fattoria trasformata in caserma nei pressi di Innsbruck.
Nei mesi successivi Maffini prese parte ad azioni di sabotaggio alla linea ferroviaria del Brennero, a varie azioni in Veneto e Lombardia. Fra gli altri compiti Maffini aveva quello di sostenere finanziariamente i gruppi di resistenti veronesi e di favorire l'evasione di prigionieri alleati e il loro passaggio oltre il confine svizzero.
Il 10 novembre 1943 Maffini si unì alla formazione partigiana “Lazzarini” operante nel Varesotto. Il 30 aprile 1944 fu incaricato di rientrare a Parigi con incarichi di controspionaggio. Si trattava di smascherare le spie dell'OVRA e dei delatori che portavano in Alta Savoia all'arresto degli antifascisti italiani.
Maffini partecipò in quel periodo anche all'organizzazione della fuga di numerosi soldati italiani prigionieri dei tedeschi e impegnati in Francia nei lavori forzati per la costruzione del Vallo Atlantico.
Dopo lo sbarco in Normandia del 6 giugno 1944 come tenente delle FFI (Forces françaises de l'intérieur) affiliate alla rete del Front National comandò la 47ª sezione dei Garibaldini, formata completamente da italiani e prese parte ai combattimenti per la Liberazione di Parigi dell'agosto 1944. Tra le sue azioni ci furono l'assalto al comando tedesco di Place de l'Opéra, alla prefettura di polizia e la presa della caserma Prince Eugène di Place de la République. Durante una delle ultime azioni rimase gravemente ferito al ginocchio.
Dopo la guerra Maffini riprese la sua attività calzaturiera e nel 1947 aprì un negozio di calzature di lusso che mantenne fino al 1987.
Maffini fu presidente dal 1958 al 2002 dell'associazione francese dei vecchi combattenti volontari e resistenti garibaldini "Les Garibaldiens".
Tra le altre onorificenze a Maffini fu conferito in Francia nel 1997 il grado di Ufficiale dell'ordine nazionale della Legion d’onore.
Nel 2008 il Consiglio municipale di Parigi ha deliberato di attribuire il nome di Darno Maffini ad una piazza dell'XI arrondissement all'angolo tra avenue de la République e rue de Malte, nei pressi del punto dove Maffini fu ferito durante i combattimenti per la liberazione di Parigi.